# إدارة التكاليف الشاملة
إدارة التكاليف الشاملة (بالإنجليزية: Total Cost Management TCM)‏ حسب الجمعية الأمريكية لمهندسي التكاليف AACE فإن إدارة التكاليف الشاملة هي عملية من عمليات وتطبيقات ونظم هندسة التكاليف. وهي أول عملية متكاملة ومنهجية لإدارة البرامج وإدارة المشاريع وإدارة محافظ المشاريع. عرضت جمعية AACE هذا المفهوم لأول مرة في التسعينيات، ونشرت عرض كامل للعملية في كتاب «إطار إدارة التكاليف الشاملة» في عام 2006.
و إدارة التكاليف الشاملة باختصار هو أسلوب منهجي لدراسة كلفة وإدارة دورة حياة المنتج أو المؤسسة أو المشروع أو برنامج المشاريع أو حافظة المشاريع. ويتم هذا من خلال تطبيق مباديء «هندسة التكاليف» وإدارة التكاليف بمفهوم شمولي من أجل إدارة إستراتيجية للتكاليف.